# Hamza Fares Amrane
Pour les articles homonymes, voir Amrane.
Hamza Fares Amrane est un footballeur algérien né le 3 mars 1988 à Sidi M'Hamed dans la wilaya d'Alger. Il évoluait au poste d'avant centre au USM El-Harrach

## Biographie
Hamza Fares Amrane évolue en première division algérienne avec les clubs du RC Kouba, du CA Batna et du MC Oran.
Il dispute un total de 52 matchs en Division 1, inscrivant neuf buts.

## Palmarès
- Accession en Ligue 1 en 2008 avec le RC Kouba
- Accession en Ligue 1 en 2013 avec le MO Béjaïa
- Accession en Ligue 2 en 2017 avec le RC Kouba